# ITF Ilkley
Das ITF Ilkley (offiziell: Ilkley Trophy) ist ein Tennisturnier der ITF Women’s World Tennis Tour, das in Ilkley, Vereinigtes Königreich, auf Rasen ausgetragen wird.
Aufgrund der Coronavirus-Pandemie fand das Turnier im Jahr 2021 ausnahmsweise in Nottingham als Nottingham Trophy 2021 statt.

## Siegerliste

### Einzel
| Jahr | Kategorie | Siegerin             | Finalgegnerin       | Ergebnis        |
| ---- | --------- | -------------------- | ------------------- | --------------- |
| 2015 | $50.000   | Anna-Lena Friedsam   | Magda Linette       | 5:7, 6:3, 6:1   |
| 2016 | $50.000   | Jewgenija Rodina     | Rebecca Šramková    | 6:4, 6:4        |
| 2017 | $100.000  | Magdaléna Rybáriková | Alison Van Uytvanck | 7:5, 7:63       |
| 2018 | $100.000  | Tereza Smitková      | Dajana Jastremska   | 7:62, 3:6, 7:64 |
| 2019 | W100      | Monica Niculescu     | Tímea Babos         | 6:2, 4:6, 6:3   |
| 2020 | abgesagt  | abgesagt             | abgesagt            | abgesagt        |
| 2021 | W100+H    | Alison Van Uytvanck  | Arina Rodionova     | 6:0, 6:4        |
| 2022 | W100      | Dalma Gálfi          | Jodie Burrage       | 7:5, 4:6, 6:3   |
| 2023 | W100      | Mirjam Björklund     | Emma Navarro        | 6:4, 7:5        |
| 2024 | W100      | Rebecca Marino       | Jessika Ponchet     | 4:6, 6:1, 6:4   |

### Doppel
| Jahr | Kategorie | Siegerinnen                             | Finalgegnerinnen                     | Ergebnis          |
| ---- | --------- | --------------------------------------- | ------------------------------------ | ----------------- |
| 2015 | $50.000   | Raluca Olaru Xu Yifan                   | An-Sophie Mestach Demi Schuurs       | 6:3, 6:4          |
| 2016 | $50.000   | Yang Zhaoxuan Zhang Kailin              | An-Sophie Mestach Storm Sanders      | 6:3, 7:65         |
| 2017 | $100.000  | Anna Blinkowa Alla Kudrjawzewa          | Paula Kania Maryna Zanevska          | 6:1, 6:4          |
| 2018 | $100.000  | Asia Muhammad Maria Sanchez             | Natela Dsalamidse Galina Woskobojewa | 4:6, 6:3, [10:1]  |
| 2019 | W100      | Beatriz Haddad Maia Luisa Stefani       | Ellen Perez Arina Rodionova          | 6:4, 6:75, [10:4] |
| 2020 | abgesagt  | abgesagt                                | abgesagt                             | abgesagt          |
| 2021 | W100+H    | Monica Niculescu Elena-Gabriela Ruse    | Priscilla Hon Storm Sanders          | 7:5, 7:5          |
| 2022 | W100      | Lizette Cabrera Jang Su-jeong           | Naiktha Bains Maia Lumsden           | 6:77, 6:0, [11:9] |
| 2023 | W100      | Nao Hibino Natalija Stevanović          | Maja Chwalińska Jesika Malečková     | 7:610, 7:65       |
| 2024 | W100      | Kristina Mladenovic Elena-Gabriela Ruse | Quinn Gleason Tang Qianhui           | 6:2, 6:2          |